# Convención Nacional Republicana de 2016
La Convención Nacional Republicana de 2016, en la cual los delegados del Partido Republicano de los Estados Unidos eligen los candidatos a presidente y vicepresidente de los Estados Unidos, se celebró del 18 al 21 de julio de 2016, en el Quicken Loans Arena de Cleveland, Ohio. Fue la tercera vez que Cleveland fue la sede de este evento, la primera desde 1936. Además de determinar los candidatos, la convención ratificó el programa electoral. 
La convención nominó formalmente a Donald Trump para presidente y a Mike Pence para vicepresidente.